# Pianissimo fortissimo
Pianissimo fortissimo, pubblicato il 13 aprile 2007, è il quinto album del gruppo piemontese Perturbazione.

## Descrizione
Il disco è stato pubblicato dall'etichetta EMI, con cui la band aveva firmato un nuovo contratto nel 2006. L'album è stato anticipato in marzo dal singolo Un anno in più, che il gruppo ha messo a disposizione per il download gratuito sul proprio sito, nell'intera giornata del 14 febbraio.
Il primo singolo pubblicato dopo l'uscita del disco è Battiti per minuto, nel cui video Remo Remotti interpreta se stesso. Gli archi di Pianissimo fortissimo sono arrangiati da Davide Rossi (già al lavoro con Coldplay, Goldfrapp e Röyksopp).
Nel mese di ottobre 2007 è uscito il secondo singolo Nel mio scrigno.

## Tracce
1. Un anno in più – 3:13
2. Nel mio scrigno – 3:51
3. Leggere parole – 4:34
4. Battiti per minuto – 5:01
5. Qualcuno si dimentica – 4:25
6. Casa mia – 3:38
7. On/Off – 3:41
8. Brautigan (Giorni che finiscono) – 4:36
9. Controfigurine – 4:24
10. Giugno, dov'eri – 3:45

## Formazione

### Gruppo
- Tommaso Cerasuolo - voce
- Cristiano Lo Mele - chitarra, tastiere
- Stefano Milano - basso
- Rossano Antonio Lo Mele - batteria
- Gigi Giancursi - chitarra, voce
- Elena Diana - violoncello

Altri musicisti
- Maurice Andiloro - percussioni in Un anno in più, Controfigurine e On/Off, voce in Un anno in più e Leggere parole
- Manuel Agnelli - voce in Nel mio scrigno, pianoforte (mano destra) in Qualcuno si dimentica
- Davide Rossi - violino e violectra in Casa mia e Brautigan (Giorni che finiscono), pianoforte (mano sinistra) in Qualcuno si dimentica
- Dylan Fowler - clarinetti in Giugno dov'eri
- Juan Carlos Calderin Sanchez - congas e percussioni in Leggere parole
- Ivano Carlocca - contrabbasso in Casa mia
- Giotto Napolitano - tromba in Battiti per minuto
- Daniele Contardo - fisarmonica in Battiti per minuto
- Luana Siracusa - tromba
- Bruno Lampa - trombone
- Flavio Perno - trombone
- Manuela Picello - sax contralto
- Andrea Barone - flauto
- Roberto Omitti - bassotuba
- Luca Di Punzio - clarinetto
- Stefania Barbero - clarinetto